# Vadvilág (Koncz Zsuzsa-album)
Koncz Zsuzsa Vadvilág című stúdióalbuma 2016-ban jelent meg, sorban a negyvenedik. Az új albummal töretlenül folytatódik a Koncz Zsuzsa életmű, de az előző lemezhez képest csak a vele legszorosabb kapcsolatban álló szerzők írtak dalokat a lemezre. A munkafolyamatokat, mint évek óta Závodi Gábor irányította, továbbá ő írt három dalt is a lemezre. A lemezen szerepel egy politikailag áthallásos versmegzenésítés Bródy János jóvoltából a Történelmi lecke fiúknak című Ady Endre vers. Nem csak az említett Ady vers az egyetlen "ütős" szám az új albumon, rákerül a lemezre érzelmi, emberi problémákról szóló téma is.
Az album alig három hét alatt aranylemez lett.Majd 2017 februárjában platinalemez lett.
A lemezbemutató nagykoncert 2017. március 11-én volt a Papp László Budapest Sportarénában.

A Népszabadság kérdésére válaszolva Koncz Zsuzsa elmondta, hogy az előző, három évvel ezelőtti stúdióalbuma, a Tündérország óta sokat változott a világ. Akkor még a közel-keleti probléma nem volt annyira előtérben, mint most. 

## Az album dalai
1. A szeretet és a dal  (Závodi Gábor)
2. Jobb, ha vársz még (nem adjuk fel) (Maróthy Zoltán – Bródy János)
3. Ingoványos vad világ   (Maróthy Zoltán – Bródy János)
4. Közös hazánk (Gerendás Péter – Bródy János)
5. Ne mondd (hogy nincs remény) (Bródy János)
6. Barátság  (Tolcsvay László – Müller Péter Sziámi)
7. Mi lett belőled (Bródy János)
8. A holnap még vár ránk (Závodi Gábor)
9. Ez nem a valóság  (Tolcsvay László – Müller Péter Sziámi)
10. Történelmi lecke fiúknak (Bródy János – Ady Endre)
11. Addig jár a korsó (Maróthy Zoltán – Bródy János)
12. Sírva vigad a magyar (Závodi Gábor)

## Külső hivatkozások
- Információk Koncz Zsuzsa honlapján
- Kulturaonline.hu cikke a lemezről